# François Mahy
François Mahy, född 26 oktober 1898, var en friidrottare från Belgien. Han deltog vid olympiska sommarspelen 1920.